# Корея (Вінниця)
Корея — частина міста Вінниці.
Знаходиться поблизу т. зв. Чорного лісу. Забудована приватними будинками.
Забудова з'явилася у середині 20 століття.
Центральні артерії — вул. Лесі Українки, Салтикова-Щедріна.

## Транспорт
Міський автобус номер 11. Розклади розміщено на зупинках та сайті depo.vn.ua
| Україна | Це незавершена стаття з географії України. Ви можете допомогти проєкту, виправивши або дописавши її. |